# Rubén García Rodríguez
Rubén García Rodríguez (Torrevieja, España; 12 de abril de 1995) es un futbolista español. Juega de defensa y su equipo actual es el AZ Picerno de la Serie C de Italia.

## Trayectoria
Comenzó su carrera en el CD Torrevieja de su pueblo natal en 2014. Tras eso se fue al Elche B. García continuó su carrera en la Segunda División B.
En septiembre de 2020, García continuó su carrera en Italia y fichó en el Lavello de la Serie D.
En julio de 2021, García se incorporó al AZ Picerno de la Serie C.

## Clubes
| Club                     | País   | Año           |
| ------------------------ | ------ | ------------- |
| CD Torrevieja            | España | 2014          |
| Elche B                  | España | 2015-2017     |
| San Fernando CD (Cedido) | España | 2017          |
| Córdoba CF B             | España | 2017-2018     |
| CF Talavera              | España | 2018-2019     |
| Elche B                  | España | 2019-2020     |
| Lavello                  | Italia | 2020-2021     |
| AZ Picerno               | Italia | 2021-presente |